# Exysma parvula
Exysma parvula es una especie de coleóptero de la familia Endomychidae.

## Distribución geográfica
Habita en Guatemala y Costa Rica.